# Merlangius merlangus
Il merlano o molo (Merlangius merlangus) è un pesce facente parte della famiglia Gadidae, unica specie del genere Merlangius.

## Distribuzione e habitat
Questo pesce è diffuso nell'oceano Atlantico tra il Portogallo e la Norvegia, è presente anche nel mar Nero e nell'Adriatico centrosettentrionale.
Frequenta fondi mobili ma si può avvicinare anche agli scogli, a profondità raramente superiori ai 100 m.

## Descrizione
Questo pesce è simile al nasello ma ha bocca più piccola. Le pinne dorsali sono tre contigue, di cui la centrale più lunga, le pinne anali sono due, anch'esse attaccate, la più anteriore delle quali molto più lunga. Il muso è prominente e non ha barbiglio.
Il colore è bruno sul dorso e bianco sul ventre.
Raggiunge una lunghezza massima di 50 cm.

## Alimentazione
Si ciba di pesciolini e di crostacei, e nelle acque del Nord Europa è attivamente pescato perché ritenuto responsabile della rarefazione del gamberetto di sabbia.

## Riproduzione
Avviene quasi tutto l'anno (tranne i mesi invernali) mediante la deposizione di uova pelagiche. I giovani vivono sotto l'ombrella delle meduse alle cui nematocisti sono immuni.

## Pesca
Viene pescato con lenze, reti a strascico e palamiti. Le carni sono simili a quelle del nasello.

## Tassonomia e biogeografia

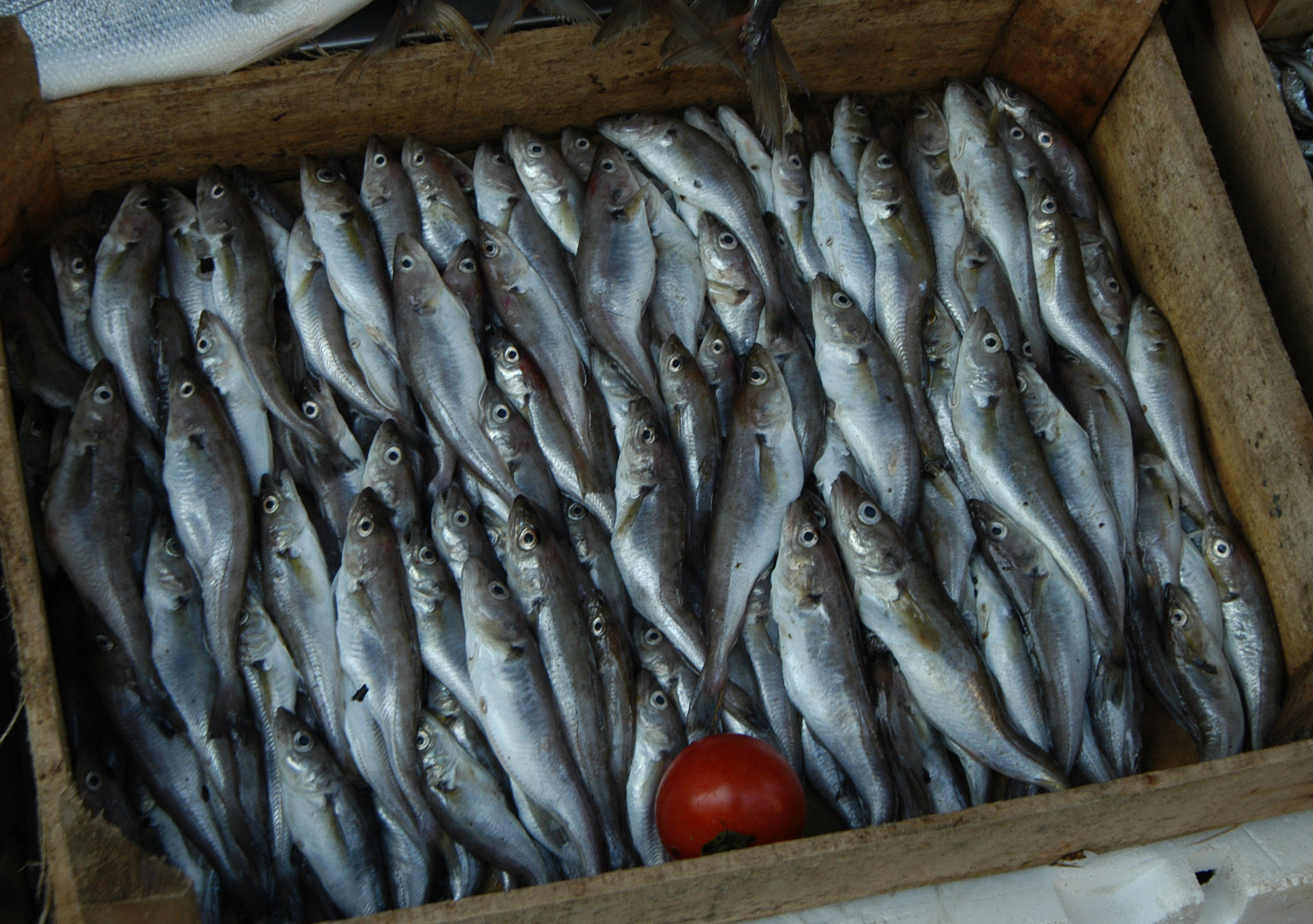
Esemplari catturati nel mar Nero in vendita su un mercato turco

Questa specie, che è l'unica del genere, veniva precedentemente attribuita al genere Odontogadus. Gli esemplari adriatici e del mar Nero erano ascritti alla sottospecie Merlangius merlangus euxinus di cui si è recentemente verificata l'inconsistenza. La presenza di questa specie nettamente boreale nei due bacini marginali sopradetti è molto interessante biogeograficamente dato che dimostra che in epoche passate (probabilmente durante la glaciazione Würm) questa specie penetrò in un Mediterraneo assai più freddo per poi scomparire con il progressivo riscaldarsi del clima. Le due popolazioni relitte nella zona sono infatti nei due mari più freddi e meno mediterranei dell'intero bacino.